# Aoa affinis
Aoa affinis is een vlindersoort uit de familie van de Pieridae (witjes), onderfamilie Pierinae.
Aoa affinis werd in 1865 beschreven door van Vollenhoven.